# Санш I Луп
Санш I Луп (Санчо I Луп; баск. Antso Otsoa, фр. Sanche Loup, гаск. Sans Lop, исп. Sancho Lobo, Lope или Lope; умер ранее 812) — герцог Васконии с приблизительно 778/801 года.

## Биография

### Правление
Точное происхождение Санша I не известно, однако согласно ономастическим данным его считают сыном герцога Васконии Лупа II.
По мнению историка XIX века Монлезёна, после смерти Лупа II владения его были разделены: восточная Васкония досталась Саншу I, а западная, включая Нижнюю Наварру, Беарн и Бигорр — Адальрику. Однако первое достоверное упоминание Санша относится к 801 году, когда он был назван вождём басков, участвовавшим во взятии Барселоны в составе армии короля Аквитании Людовика I Благочестивого. Эрмольд Нигелл в своей поэме «Прославление Людовика» упоминал, что «Loup-Sancion» был вскормлен (лат. nutritus) Карлом Великим, то есть воспитан при дворе Карла. Это привело к предположению, что первоначально Санш был назначен герцогом Васконии Карлом Великим.
Умер Санш I ранее 812 года, в котором новым герцогом упоминается Сегин (Семен) I, вероятно брат Санша.

### Семья
Имя жены Санша неизвестно. Дети:
- Аснар Санше (ум. 836), граф Васконии с 820
- Санш II Санше (ум. 864), граф Васконии с 836, герцог Васконии 848/852 — 855/864
- Санча[7]; муж: Эменон (ок. 810—866)), граф Пуатье 828—839, граф Ангулема и Перигора с 863
- (?) Дуода; муж: Бернар Септиманский (ок. 795—844), маркиз Септимании и граф Нарбонны, Агда, Безье, Мельгей и Нима 828—832, 835—843, граф Барселоны и Жероны 826—832, 835—844, граф Тулузы 835—842, граф Отёна 830—844